# Manfred Rolf Langner
Manfred Rolf Langner (* 10. Februar 1958 in Wiesbaden) ist ein deutscher Theaterregisseur und Intendant.

## Ausbildung und Beruf
Nach dem Abitur machte Langner zunächst eine Ausbildung in der hessischen Finanzverwaltung und studierte im Anschluss daran Jura an der Johannes Gutenberg-Universität Mainz. Während des Studiums arbeitete Langner für verschiedene Fernsehproduzenten als Aufnahmeleiter und Filmgeschäftsführer. Am Staatstheater Darmstadt hospitierte er als Regieassistent und ging 1993 als Dramaturg und Regisseur an das Grenzlandtheater Aachen, dessen Intendanz er 1994 übernahm. Ab 2009 war Langner Intendant der Schauspielbühnen in Stuttgart. Seit der Spielzeit 2018/19 ist er Intendant am Trierer Theater.
Neben seiner ständigen Tätigkeit an den Theatern in Aachen und Stuttgart ist Langner als Gastregisseur an zahlreichen Theatern u. a. in Berlin, Tel Aviv, Dresden, Frankfurt, Köln oder München sowie für mehrere Tourneetheater tätig. Er gewann mehrere Preise, u. a. mit seinen Inszenierungen von Rain Man, Ghetto oder Das Boot. Im November 2016 kündigte er an, seine Intendanz in Stuttgart nicht über Sommer 2019 hinaus zu verlängern. Im September 2018 wurde er neuer Intendant des Theaters Trier.
Langner arbeitet außerdem als Autor sowie als Übersetzer für Theaterstücke aus dem Englischen oder Französischen.
Die Schauspielerin Kim Zarah Langner ist seine Tochter.